# Artificial General Intelligence
Artificial general intelligence (AGI), deutsch künstliche allgemeine Intelligenz, ist die Intelligenz eines hypothetischen Computerprogramms, welches die Fähigkeit besitzt, jede intellektuelle Aufgabe zu verstehen oder zu lernen, die ein Mensch ausführen kann. Eine alternative Definition bezeichnet AGI als hochautonomes KI-System, welches bei der Lösung der meisten wirtschaftlich bedeutenden intellektuellen Aufgaben menschliche Fähigkeiten übertrifft.
Umstritten ist, ob Fähigkeiten wie Planung, logisches Ableiten und Argumentieren ebenfalls zu AGI gehören müssten. Es gibt mehrere Definitionen von Intellekt und menschlicher wie maschineller Intelligenz, was sich auch auf die Definition von AGI auswirkt. Eine Steigerungsform von AGI wird maschinelle Superintelligenz genannt und wäre eine Art von AGI, welche umfassend intelligenter als Menschen wäre.
AGI ist ein Hauptziel von Forschungen zur künstlichen Intelligenz (KI, englisch AI für artificial intelligence) und ein häufiges Thema in Science-Fiction und Zukunftsforschung. AGI kann auch als Strong AI (starke KI) oder Full AI bezeichnet werden – im Gegensatz zu Strong AI ist Weak AI (schwache KI) nicht dazu gedacht, menschenähnliche kognitive Fähigkeiten und Persönlichkeit zu zeigen, sondern beschränkt sich auf die Verwendung von Software zum Lösen ausgewählter vorbestimmter Probleme oder Argumentationsaufgaben (Expertensystem). Die 2024 verfügbaren KI-Modelle seien noch beschränkt auf die Speicherung, Verarbeitung und Abfrage von Wissen, welches sie zuvor aufgenommen haben. Sie seien nur sehr beschränkt in der Lage, neue Fähigkeiten außerhalb ihrer Trainingsdaten in Echtzeit zu erwerben.
Einige akademische Quellen behalten sich den Begriff Strong AI für Computerprogramme vor, die zusätzlich Kreativität, Empfindungsvermögen, Selbstbewusstsein und Bewusstsein erfahren können. Bezüglich Kreativität weist Demis Hassabis als Mitgründer der Firma DeepMind Technologies auf das KI-Programm AlphaGo hin, welches aus allen erfassten jemals gespielten Varianten des Brettspiels GO Muster und mögliche Positionen ableitet. Dabei macht das Programm jedoch nicht nur Durchschnittsgewichtungen, sondern leitet durch Extrapolation kreative neue Strategien ab. Allerdings können durch maschinelles Lernen entsprechend trainierte Rechner noch nicht selbständig derartige neue Spiele erfinden.

## Tests
Fachleute haben unterschiedliche Tests zur Prüfung des Erreichens von AGI vorgeschlagen, welche sich auf verschiedene menschliche Fähigkeiten beziehen;
- Turing-Test: Ein KI-System und ein Mensch diskutieren mit einem weiteren verborgenen Menschen, welcher herausfinden muss, ob es sich beim Gesprächspartner um das KI-System oder um den anderen Menschen handelt. Die Erfolgsquote der KI bei der Täuschung gilt als Maß für das Erreichen von AGI.[8]
- Studententest: Das KI-System immatrikuliert sich an einer Universität, belegt ein Kursprogramm wie Studenten in Hinblick auf einen bestimmten Studienabschluss. Das KI-System legt daraufhin die notwendigen Prüfungen ab, ohne dass zuvor das Kursmaterial aufgenommen wurde. Die erreichten Prüfungsresultate sind bereits sehr gut.[9]
- Berufstest: Ein KI-System erledigt Arbeiten in einem bestimmten Beruf so gut wie entsprechende Angestellte – dies ist bereits in gewissen Berufen der Fall.[10] Durch Zugriff auf das Internet und vorhandene andere Softwareprogramme sowie Unternehmens-Datenbanken könnten KI-Systeme, welche als AI Agents bezeichnet werden und Erweiterungen von Chatbots sind, Büroarbeiten übernehmen.[11]
- IKEA-Test: Ein in einem Paket verpacktes, zerlegtes IKEA-Möbel soll von einem KI-System auf Basis der nach dem Auspacken sichtbaren Komponenten und den Instruktionen in der Verpackungsbeilage durch Steuerung eines Roboters zusammengebaut werden.
- Kaffeezubereitungstest: Ein KI-gesteuerter Roboter soll ein typisches Haus betreten und herausfinden, wie man dort einen Kaffee zubereitet. Dazu muss zuerst die Kaffeemaschine gefunden werden, um dann den Kaffee, das Wasser und eine Tasse bereitzustellen und durch Betätigen der elektrischen Kaffeemaschine den Kaffee zu brauen.[12]
- François Chollet hat 2019 als Maßstab für das Erreichen der AGI den Abstraction and Reasoning Corpus (ARC) for artificial general intelligence (AGI)-Test vorgeschlagen. Er misst die Fähigkeit eines KI-Modells, effizient neue Fähigkeiten zu erwerben. Die Erfolgsrate war bis 2023 auf 30 % beschränkt. Ein Preis wurde für das Erreichen von 85 % eingeführt.[6]

### AI-complete Probleme
Es gibt viele Probleme, die allgemeine Intelligenz erfordern, um sie auf menschlichem Niveau zu lösen. So erfordern selbst bestimmte leicht verständliche Aufgaben wie maschinelle Übersetzung, dass eine Maschine in beiden Sprachen lesen und schreiben kann (Computerlinguistik), der Argumentation des Autors folgt (Verständnis), weiß, wovon die Rede ist (Wissen), und die ursprüngliche Absicht des Autors getreu wiedergeben kann (soziale Intelligenz). Alle diese Probleme müssen gleichzeitig gelöst werden, um eine maschinelle Leistung auf menschlichem Niveau zu erbringen.
Ein Problem wird im Englischen informell als „AI-complete“ oder als hart („AI-hard“) bezeichnet, wenn man glaubt, dass man zu seiner Lösung eine starke KI (AGI) einsetzen müsste, weil die Lösung die Fähigkeiten eines zweckgebundenen Algorithmus übersteigt.
Man nimmt an, dass zu den AI-complete Problemen die Computer Vision, das Verstehen natürlicher Sprache und der Umgang mit unerwarteten Umständen bei der Lösung von Problemen im Kontext der nicht-digitalen Welt gehören.
AI-complete Probleme können mit der heutigen Computertechnologie allein nicht gelöst werden und erfordern menschenbasierte Informationsverarbeitung. Diese Einschränkung könnte nützlich sein, um die Anwesenheit von Menschen zu testen, wie es CAPTCHAs tun, und für die Computersicherheit, um Brute-Force-Angriffe abzuwehren.

## Geschichte

### Klassische KI
Die moderne KI-Forschung begann Mitte der 1950er Jahre. Die erste Generation von KI-Forschern war davon überzeugt, dass AGI möglich sei und dass sie innerhalb weniger Jahrzehnte erreicht würde. Der KI-Pionier Herbert A. Simon schrieb 1965: „Maschinen werden innerhalb von zwanzig Jahren in der Lage sein, jede Arbeit zu verrichten, die ein Mensch verrichten kann“.
Diese Vorhersagen inspirierten Stanley Kubricks und Arthur C. Clarkes Figur zur Schaffung ihres Charakters HAL 9000, der das verkörperte, was KI-Forscher glaubten, bis zum Jahr 2001 entwickeln zu können. Der KI-Pionier Marvin Minsky war als Berater an dem Projekt beteiligt, HAL 9000 so realistisch wie möglich nach Konsens der damaligen Vorhersagen zu gestalten. Er sagte 1967 „Within a generation… the problem of creating 'artificial intelligence' will substantially be solved“ (Marvin Minsky zur Darach (1970), zitiert in Crevier (1993), deutsch: „Innerhalb einer Generation… wird das Problem der Schaffung 'künstlicher Intelligenz' im Wesentlichen gelöst sein“)
Mehrere Projekte der klassischen KI-Forschung, wie das Cyc-Projekt von Douglas Lenat (das 1984 begann) und das Soar-Projekt von Allen Newell, zielten auf AGI ab.
Anfang der 1970er Jahre wurde jedoch deutlich, dass die Forscher die Schwierigkeiten des Projekts stark unterschätzt hatten. Geldgeber wurden skeptisch gegenüber der Entwicklung von AGI und setzten die Forscher zunehmend unter Druck, nützliche „angewandte KI“ zu entwickeln. Anfang der 1980er Jahre weckte das japanische „Fifth Generation Computer Project“ das Interesse an AGI erneut, indem es einen Zehn-Jahres-Zeitplan vorstellte, der AGI-Ziele wie „eine lockere Unterhaltung zu führen“ enthielt. Als Reaktion darauf und auf den Erfolg von Expertensystemen pumpten sowohl die Industrie als auch Regierungen Geld in das Feld. Das Vertrauen in die KI brach jedoch Ende der 1980er Jahre spektakulär zusammen und die Ziele des Fifth Generation Computer Project wurden nie erreicht. Zum zweiten Mal innerhalb von 20 Jahren hatten sich KI-Forscher geirrt, als sie das baldige Erreichen von AGI voraussagten. In den 1990er Jahren hatten KI-Forscher den Ruf, leere Versprechungen zu machen. Sie zögerten, überhaupt Vorhersagen zu machen und vermieden es, von künstlicher Intelligenz auf „menschlichem Niveau“ zu sprechen, aus Angst, als „verrückte Träumer“ abgestempelt zu werden.

### Forschung an spezialisierter KI
In den 1990er Jahren und zu Beginn des 21. Jahrhunderts erlangte die Mainstream-KI-Entwicklung kommerziellen Erfolg und akademische Anerkennung, indem sie sich auf spezifische Teilprobleme konzentrierte, bei denen KI robuste Ergebnisse und kommerzielle Anwendungen hervorbringen konnte, wie z. B. Spracherkennung und Empfehlungsdienste. Diese „angewandten KI-Systeme“ werden heute in der gesamten Technologiebranche umfassend genutzt, und die Forschung in diesem Bereich wird sowohl von der Wissenschaft als auch von der Industrie stark gefördert. Im Jahr 2018 betrachtete man die Entwicklung in diesem Bereich als aufstrebenden Trend und es wurde erwartet, dass in mehr als 10 Jahren ein ausgereiftes Stadium erreicht wäre.

Um die Jahrhundertwende hofften viele Mainstream-KI-Forscher, starke KI könne durch die Kombination von Programmen entwickelt werden, die verschiedene Teilprobleme lösen. Hans Moravec schrieb 1988:
Ich bin zuversichtlich, dass dieser „Bottom-up-Weg” zur künstlichen Intelligenz eines Tages den traditionellen „Top-down-Weg” auf halber Strecke treffen wird, bereit, die Kompetenz und das Wissen eines gesunden Menschenverstandes zu liefern, das sich unseren Programmen auf so frustrierende Weise entzogen hat.
Doch selbst zu dieser Zeit war dies umstritten.

### Moderne AGI-Forschung
Der Begriff “artificial general intelligence" wurde bereits 1997 von Mark Gubrud in einer Diskussion über die Auswirkungen vollautomatischer militärischer Produktion und Operationen verwendet. Ein mathematischer Formalismus für AGI wurde von Marcus Hutter im Jahr 2000 vorgeschlagen. Der AIXI genannte vorgeschlagene AGI-Akteur maximiert „die Fähigkeit, Ziele in einem breiten Spektrum von Umgebungen zu erfüllen". Diese Art von AGI, die sich durch die Fähigkeit auszeichnet, eine mathematische Definition von Intelligenz zu maximieren, anstatt menschenähnliches Verhalten zu zeigen, wurde auch als universelle künstliche Intelligenz bezeichnet.
Der Begriff AGI wurde um 2002 von Shane Legg und Ben Goertzel erneut eingeführt und popularisiert. Die AGI-Forschungsaktivitäten im Jahr 2006 förderten laut Pei Wang und Goertzel „Veröffentlichungen und vorläufigen Ergebnissen“. Die erste Summer School im Bereich AGI organisierte 2009 das Artificial Brain Laboratory der Universität Xiamen und OpenCog in Xiamen, China. Der erste Universitätskurs wurde 2010 und 2011 an der Universität Plovdiv, Bulgarien, von Todor Arnaudov gehalten. Das MIT veranstaltete 2018 einen Kurs über AGI, der von Lex Fridman organisiert wurde und an dem eine Reihe von Gastdozenten teilnahmen.
Im Jahr 2023 war eine kleine Zahl von Informatikern in der AGI-Forschung tätig, und viele trugen zu einer Reihe von AGI-Konferenzen bei. Allerdings interessieren sich immer mehr Forscher für das sogenannte open ended learning, d. h. für die Idee, KI kontinuierliches menschenähnliches Lernen und Innovation zu ermöglichen. Obwohl die meiste Arbeit zu open ended learning immer noch mit Minecraft durchgeführt wird, können die Anwendungen auf die Robotik und die Wissenschaften ausgeweitet werden.

### Machbarkeit
Im Jahr 2024 blieben vollständige Formen der AGI spekulativ. Bisher wurde noch kein System vorgestellt, das die allgemein anerkannten Kriterien für AGI erfüllt. Meinungen darüber, ob und wann es artificial general intelligence geben wird, gehen auseinander. Der KI-Pionier Herbert A. Simon spekulierte 1965, dass „Maschinen innerhalb von zwanzig Jahren in der Lage sein werden, jede Arbeit zu verrichten, die ein Mensch verrichten kann“. Diese Vorhersage hat sich nicht bewahrheitet. Der Mitbegründer von Microsoft, Paul Allen, hielt eine solche Intelligenz innerhalb des 21. Jahrhunderts für unwahrscheinlich, da sie „unvorhersehbare und grundsätzlich unvoraussagbare Durchbrüche“ und ein „tiefes wissenschaftliches Verständnis der Kognition“ voraussetzen würde. Der Robotiker Alan Winfield behauptete in The Guardian, die Kluft zwischen modernen Computern und künstlicher Intelligenz auf menschlichem Niveau sei so groß wie die Kluft zwischen der derzeitigen Raumfahrt und Raumschiffen mit Überlichtgeschwindigkeit.
Die meisten KI-Forscher glauben, dass starke KI in der Zukunft erreicht werden kann, aber einige Denker wie Hubert Dreyfus und Roger Penrose bestreiten diese Möglichkeit. John McCarthy gehört zu denjenigen, die glauben, dass eine KI auf menschlichem Niveau erreicht werden wird, dass aber der gegenwärtige Fortschritt nicht zulässt, ein genaues Datum vorauszusagen. Die Ansichten von KI-Experten über die Machbarkeit von AGI schwanken. Vier in den Jahren 2012 und 2013 durchgeführte Umfragen ergaben, dass die Experten je nach Umfrage im Median ein Datum zwischen 2040 und 2050 angaben, wenn sie nach dem Zeitpunkt gefragt wurden, zu dem sie mit 50-prozentiger Wahrscheinlichkeit von der Entwicklung von AGI ausgehen, wobei der Mittelwert bei 2081 lag. Von den Experten antworteten 16,5 % mit „nie“, wenn ihnen dieselbe Frage gestellt wurde, allerdings wurde hier nach dem Zeitpunkt gefragt, zu dem sie zu 90 % von der Schaffung von AGI ausgehen.
In einem Bericht von Stuart Armstrong und Kaj Sotala vom Machine Intelligence Research Institute wurde festgestellt, dass „über einen Zeitraum von 60 Jahren eine starke Tendenz zur Vorhersage des Eintreffens von KI auf menschlichem Niveau in einem Zeitraum von 15 bis 25 Jahren ab dem Zeitpunkt der Vorhersage besteht“. Sie analysierten 95 Vorhersagen aus den Jahren 1950 bis 2012, die das Entstehungsdatum von AGI abschätzen sollten.
Im Jahr 2023 veröffentlichten Microsoft-Forscher eine detaillierte Bewertung von GPT-4. Sie kamen zu dem Schluss: „Angesichts des Umfangs und der Tiefe der Fähigkeiten von GPT-4 glauben wir, dass es mit Recht als eine frühe (wenn auch noch unvollständige) Version eines Systems der artificial general intelligence (AGI) angesehen werden kann.“ Eine weitere Studie aus dem Jahr 2023 berichtete, GPT-4 übertreffe 99 % der Menschen in den Torrance-Tests für kreatives Denken.

### Zeitliche Prognosen
Vorhersagen zur Entwicklung von AGI umfassen eine große zeitliche Bandbreite: KI-Experten und CEOs führender KI-Firmen, darunter Yoshua Bengio, Sam Altman und Demis Hassabis warnten 2023, dass AGI bereits in den nächsten Jahren oder in den 2030er-Jahren existieren könnte. Geoffrey Hinton, einer der „Väter der KI“, ging im Mai 2023 von 5 bis 20 Jahren aus. Modellierungen aus dem Jahr 2023 geben 2032 bis 2048 als wahrscheinlichste Zeitspanne für die Entwicklung von AGI an. Andere vermuten, dass heutige KI mindestens noch Jahrzehnte von AGI entfernt ist oder bewerten die Erreichbarkeit von AGI kritisch.
In der Einleitung seines 2006 erschienenen Buches sagt Goertzel, dass die Schätzungen der Zeit, die bis zur Schaffung einer wirklich flexiblen AGI benötigt wird, von zehn Jahren bis zu mehr als einem Jahrhundert reichen. 2007 schien der Konsens in der AGI-Forschungsgemeinschaft darin zu bestehen, dass der von Ray Kurzweil 2005 in seinem Buch Menschheit 2.0 diskutierte Zeitrahmen (d. h. zwischen 2015 und 2045) plausibel sei. Mainstream-KI-Forscher haben eine breite Palette von Meinungen darüber abgegeben, ob der Fortschritt so schnell sein wird. Eine 2012 durchgeführte Meta-Analyse von 95 derartigen modernen sowie historischen Stellungnahmen ergab eine fehlgeleitete Tendenz zur Vorhersage, dass die Schaffung von AGI innerhalb von 16 bis 26 Jahren erfolgen würde. Die Arbeit wurde aufgrund der Einteilung in Experten- und Nichtexpertenmeinungen kritisiert.
Im Jahr 2012 entwickelten Alex Krizhevsky, Ilya Sutskever und Geoffrey Hinton ein neuronales Netzwerk namens AlexNet, das den ImageNet-Wettbewerb mit einem Fehlerquotient von 15,3 % gewann, deutlich besser als die Rate des zweitbesten Teilnehmers von 26,3 % (der traditionelle Ansatz verwendete eine gewichtete Summe der Ergebnisse verschiedener vordefinierter Klassifikatoren). AlexNet wurde als erster Wegbereiter der aktuellen Deep-Learning-Welle angesehen.
Im Jahr 2017 führten die Forscher Feng Liu, Yong Shi und Ying Liu Intelligenztests mit öffentlich verfügbaren und frei zugänglichen schwachen KIs wie Google AI, Apples Siri und anderen durch. Im Maximum erreichten diese einen IQ-Wert von etwa 47, was etwa einem sechsjährigen Kind in der ersten Klasse entspricht. Ein Erwachsener kommt im Durchschnitt auf etwa 100. Ähnliche Tests wurden 2014 durchgeführt, wobei der IQ-Wert einen Höchstwert von 27 erreichte.
Im Jahr 2020 entwickelte OpenAI GPT-3, ein Sprachmodell, das in der Lage ist, viele verschiedene Aufgaben ohne spezielles Training auszuführen. Gary Grossman bemerkt in einem VentureBeat-Artikel, dass zwar Konsens darüber besteht, dass GPT-3 kein Beispiel für eine AGI ist, doch wird es von einigen als zu fortschrittlich angesehen, um als schwaches spezialisiertes KI-System eingestuft zu werden.
Im selben Jahr nutzte Jason Rohrer sein GPT-3-Konto, um einen Chatbot zu entwickeln und stellte eine Chatbot-Entwicklungsplattform namens "Project December" zur Verfügung. OpenAI verlangte Änderungen an dem Chatbot, um ihre Sicherheitsrichtlinien zu erfüllen. Daraufhin trennte Rohrer Project December von der GPT-3-API.
Im Jahr 2022 entwickelte DeepMind Gato, ein Allzweck-System, das mehr als 600 verschiedene Aufgaben ausführen kann.
Im Jahr 2023 veröffentlichte Microsoft Research eine Studie über eine frühe Version von OpenAIs GPT-4, in der behauptet wurde, sie verfüge über eine allgemeinere Intelligenz als frühere KI-Modelle und zeige bei Aufgaben in verschiedenen Bereichen wie Mathematik, Codierung und Recht Leistungen auf menschlichem Niveau. Diese Forschung löste eine Debatte darüber aus, ob GPT-4 als eine frühe, unvollständige Version von AGI betrachtet werden könne, und unterstrich die Notwendigkeit weiterer Erforschung und Bewertung solcher Systeme.

Im Jahr 2023 äußerte der KI-Forscher und Nobelpreisträger Geoffrey Hinton:
Die Vorstellung, dass diese Dinger tatsächlich schlauer werden könnten als Menschen – ein paar Leute glaubten das, [...]. Aber die meisten Leute dachten, dieser Tag liege in weiter Ferne. Und auch ich dachte, es sei noch ein weiter Weg. Ich dachte, es seien noch 30 bis 50 Jahre oder noch länger. Natürlich glaube ich das jetzt nicht mehr.
Im März 2024 erklärte der CEO von Nvidia, Jensen Huang, er gehe davon aus, dass KI innerhalb von fünf Jahren in der Lage sein wird, jeden Test mindestens genauso gut zu bestehen wie Menschen.

## Gehirnsimulation

### Nachbildung ganzer Gehirne
Ein möglicher Ansatz zur Verwirklichung von AGI ist die Nachbildung eines gesamten Gehirns: Ein Gehirnmodell wird erstellt, indem ein biologisches Gehirn im Detail gescannt und kartiert wird, um es dann auf einem Computersystem oder einer anderen Recheneinheit zu simulieren. Das Simulationsmodell muss hinreichend originalgetreu sein, so dass es sich praktisch genauso verhält wie das Originalgehirn. Die Nachbildung ganzer Gehirne wird in den Computational Neurosciences und der Neuroinformatik im Zusammenhang mit der Gehirnsimulation für medizinische Forschungszwecke diskutiert. In der Forschung zur künstlichen Intelligenz wurde sie als Ansatz für eine starke KI diskutiert. Die Neuroimaging-Technologien, die das erforderliche detaillierte Verständnis liefern könnten, verbessern sich rasch, und der Futurist Ray Kurzweil sagt in seinem Buch The Singularity Is Near voraus, dass eine Gehirn-Kartierung von ausreichender Qualität in einem ähnlichen Zeitrahmen verfügbar sein wird, wie die für ihre Emulation erforderliche Rechenleistung.

### Frühe Einschätzungen
Für eine Low-Level-Simulation des Gehirns wäre angesichts der enormen Anzahl von Synapsen im menschlichen Gehirn ein sehr leistungsfähiges Netz von Computern oder GPUs erforderlich. Jedes der 1011 (hundert Milliarden) Neuronen hat im Durchschnitt 7.000 synaptische Verbindungen (Synapsen) zu anderen Neuronen. Das Gehirn eines dreijährigen Kindes hat etwa 1015 Synapsen (1 Billiarde). Diese Zahl nimmt während der Kindheit ab und stabilisiert sich im Erwachsenenalter. Die Schätzungen für einen Erwachsenen variieren und reichen von 1014 bis 5×1014 Synapsen (100 bis 500 Billionen). Eine Schätzung der Verarbeitungsleistung des Gehirns, die auf einem einfachen Modell für die Neuronenaktivität beruht, liegt bei etwa 1014 (100 Billionen) synaptischen Aktualisierungen pro Sekunde (SUPS).
1997 untersuchte Kurzweil verschiedene Schätzungen für die Hardware, die erforderlich wäre, um mit dem menschlichen Gehirn gleichzuziehen und nahm eine Zahl von 1015 Berechnungen pro Sekunde (cps) an. (Zum Vergleich: Wenn eine „Berechnung“ einer „floating-point operation“ entspricht – ein Maß, das zur Bewertung aktueller Supercomputer verwendet wird – dann würden 1016 „Berechnungen“ 10 Billiarden FLOPS entsprechen, die 2011 erreicht wurden, während 1018 im Jahr 2022 erreicht wurden). Anhand dieser Zahl sagte er voraus, die erforderliche Hardware stünde irgendwann zwischen 2015 und 2025 zur Verfügung, vorausgesetzt, das damalige exponentielle Wachstum der Computerleistung würde über den Zeitpunkt der Erstellung des Berichts hinaus anhalten.

### Aktuelle Forschung
Das Human Brain Project, eine von der EU finanzierte Initiative, die von 2013 bis 2023 aktiv war, hat einen besonders detaillierten und öffentlich zugänglichen Atlas des menschlichen Gehirns entwickelt. 2023 führten Forscher der Duke University einen hochauflösenden Scan eines Mäusegehirns durch. Ein Supercomputer mit einer ähnlichen Rechenleistung wie das menschliche Gehirn wird für April 2024 erwartet. Er trägt den Namen "DeepSouth" und könnte 228 Billionen synaptische Operationen pro Sekunde ausführen.

### Kritik an simulationsbasierten Ansätzen
Das künstliche Neuronenmodell, mit dem Kurzweil arbeitet und das zuletzt in vielen künstlichen neuronalen Netzen verwendet wurde, ist im Vergleich zu biologischen Neuronen simpel. Eine Gehirnsimulation müsste wahrscheinlich das detaillierte zelluläre Verhalten biologischer Neuronen erfassen, das man gegenwärtig nur in groben Zügen versteht. Der Mehraufwand, der durch die vollständige Modellierung der biologischen, chemischen und physikalischen Details neuronalen Verhaltens (insbesondere auf molekularer Ebene) entstünde, würde eine Rechenleistung erfordern, die um mehrere Größenordnungen über Kurzweils Schätzung hinausgeht. Darüber hinaus berücksichtigen die Schätzungen nicht die Gliazellen, von denen bekannt ist, dass sie bei kognitiven Prozessen eine Rolle spielen.
Ein grundlegender Kritikpunkt am Ansatz, Gehirne zu simulieren ergibt sich aus der Theorie des Embodiment, die behauptet, dass die menschliche Verkörperung ein wesentlicher Aspekt der menschlichen Intelligenz und damit notwendig ist, um eine Grundlage für bedeutungsvolle Existenz zu schaffen. Wenn diese Theorie richtig liegt, muss jedes voll funktionsfähige Gehirnmodell mehr als nur die Neuronen umfassen (z. B. einen Roboterkörper). Goertzel schlägt eine virtuelle Verkörperung (etwa in Metaversen wie Second Life) als eine Option vor. Es ist aber unklar, ob dies ausreichen würde.

## Philosophische Perspektive

### „Starke KI“ philosophisch definiert
1980 prägte der Philosoph John Searle den Begriff „starke KI“ als Teil seines chinesisches-Zimmer-Argumentes und wollte damit zwischen zwei verschiedenen Hypothesen über künstliche Intelligenz unterscheiden:
- Starke KI-Hypothese: Ein System mit künstlicher Intelligenz kann „einen Verstand“ und „Bewusstsein“ haben.
- Schwache KI-Hypothese: Ein System mit künstlicher Intelligenz kann (nur) so handeln, als ob es einen Verstand und ein Bewusstsein hat.

Die erste Hypothese nannte er „stark“, weil sie eine stärkere Aussage macht: Sie geht davon aus, dass der Maschine etwas Besonderes widerfahren ist, das über die Fähigkeiten hinausgeht, die wir testen können. Das Verhalten einer „schwachen KI“ wäre genau dasselbe wie das einer „starken KI“, aber letztere hätte auch subjektive bewusste Erfahrungen. Diese Verwendung der Terminologie ist auch in der akademischen KI-Forschung und in Lehrbüchern üblich.
Im Gegensatz zu Searle und der Mainstream-KI verwenden einige Futuristen wie Ray Kurzweil den Begriff „starke KI“ für „artificial general intelligence auf menschlichem Niveau“, was nicht dasselbe ist wie Searles starke KI, es sei denn, man geht davon aus, dass Bewusstsein für eine AGI auf menschlichem Niveau notwendig ist. Akademische Philosophen wie Searle glauben nicht, dass dies der Fall ist, und für die meisten Forscher auf dem Gebiet der künstlichen Intelligenz liegt diese Frage außerhalb ihres Forschungsbereiches.
Mainstream KI-Forschung interessiert sich vor allem dafür, wie sich ein Programm verhält. Russell und Norvig zufolge „ist es ihnen egal, ob man es als Realität oder als Simulation bezeichnet, solange das Programm funktioniert.“ Wenn sich das Programm so verhalten kann, als hätte es einen Verstand, dann muss man nicht wissen, ob es tatsächlich einen Verstand hat – es gäbe gar keine Möglichkeit, das festzustellen. Für die KI-Forschung ist Searles „schwache KI-Hypothese“ gleichbedeutend mit der Aussage „artificial general intelligence ist möglich“. Russell und Norvig zufolge nehmen daher „die meisten KI-Forscher die schwache KI-Hypothese als gegeben hin und kümmern sich nicht um die starke KI-Hypothese“. Für die akademische KI-Forschung sind „starke KI“ und „AGI“ also zwei verschiedene Dinge.

### Bewusstsein, Selbstaufmerksamkeit und Empfindungsvermögen
Neben der Intelligenz sind auch andere Aspekte des menschlichen Geistes für das Konzept der AGI oder „starken KI“ von Bedeutung, und diese spielen in der Science-Fiction, sowie in der Ethik der künstlichen Intelligenz eine wichtige Rolle:
- Bewusstsein: Subjektive Erfahrung zu haben. Thomas Nagel erklärt, wenn ein Wesen bewusst sei, dann gebe es eine Art und Weise, „wie es sich anfühlt“, dieses Wesen zu sein. Wenn wir uns unserer selbst nicht bewusst sind, dann fühlt es sich nach nichts an. Nagel verwendet das Beispiel einer Fledermaus: Wir können sinnvolle Fragen dieser Art stellen: „Wie fühlt es sich an, eine Fledermaus zu sein?“ Es ist jedoch unwahrscheinlich (und wenig sinnvoll), dass jemand fragt: „Wie fühlt es sich an, ein Toaster zu sein?“ Nagel kommt zu dem Schluss, dass eine Fledermaus ein Bewusstsein zu haben scheint, ein Toaster jedoch nicht.[86]
- Selbstaufmerksamkeit: Sich seiner selbst als eigenständiges Individuum bewusst zu sein, insbesondere sich seiner eigenen Gedanken bewusst zu sein. Dies steht im Gegensatz dazu, einfach das „Subjekt seiner Gedanken“ zu sein – ein Betriebssystem oder ein Debugger ist in der Lage, „sich seiner selbst bewusst zu sein“ (d. h. sich selbst auf die gleiche Weise zu repräsentieren, wie es alles andere repräsentiert), aber das ist nicht das, was normalerweise gemeint ist, wenn von „Selbstaufmerksamkeit, bzw. Selbstbewusstsein“ die Rede ist.[87]
- Empfindungsvermögen: Die Fähigkeit, Wahrnehmungen oder Emotionen subjektiv zu „fühlen“, im Gegensatz zu der Fähigkeit, über Wahrnehmungen nachzudenken oder, im Hinblick auf Emotionen, zu wissen, dass die aktuelle Situation Dringlichkeit, Freundlichkeit oder Aggression erfordert. Wir können zum Beispiel eine Maschine bauen, die weiß, welche Objekte in ihrem Sichtfeld rot sind, aber diese Maschine weiß nicht unbedingt, wie rot aussieht.

Diese Eigenschaften haben eine moralische Dimension, da eine Maschine mit dieser Form der „starken KI“ Rechte haben könnte, die den Rechten nichtmenschlicher Tiere entsprechen. Es wurden Vorarbeiten zur Integration starker KI in bestehende rechtliche und soziale Rahmen durchgeführt, wobei der Schwerpunkt auf der rechtlichen Stellung und den Rechten der „starken“ KI lag.
Es muss sich noch zeigen, ob ein „künstliches Bewusstsein“ für AGI notwendig ist. Viele AGI-Forscher halten jedoch die Erforschung der Möglichkeiten zur Implementierung von Bewusstsein für unerlässlich.
Neben anderen argumentiert Bill Joy, dass eine Maschine mit diesen Eigenschaften eine Bedrohung für das Leben oder die Würde des Menschen darstellen könnte.

## Herausforderungen für die Forschung
Der Fortschritt im Bereich der künstlichen Intelligenz hat in der Vergangenheit Phasen mit raschen Fortschritten durchlaufen, unterbrochen von Phasen, in denen der Fortschritt zum Stillstand zu kommen schien. Jede Unterbrechung wurde von grundlegenden Neuerungen bei der Hardware, der Software oder beidem beendet, die Raum für weiteren Fortschritte kreierten. Beispielsweise reichte die im 20. Jahrhundert verfügbare Computerhardware nicht aus, um Deep Learning zu implementieren, wofür eine große Anzahl von GPU-fähigen CPUs erforderlich ist.
Eine weitere Herausforderung ist die unklare Definition dessen, was Intelligenz bedeutet. Erfordert sie Bewusstsein? Muss sie die Fähigkeit aufweisen, sich Ziele zu setzen und diese zu verfolgen? Ist es nur eine Frage der Skalierung, so dass Intelligenz automatisch entsteht, wenn Modelle ausreichend groß werden? Sind Fähigkeiten wie Planung, argumentatives Denken und kausales Verständnis erforderlich? Erfordert Intelligenz eine explizite Nachbildung des Gehirns und seiner spezifischen Fähigkeiten? Erfordert sie Emotionen?

## Nutzen
AGI könnte eine breite Palette von Anwendungen haben. Wenn sie auf solche Ziele ausgerichtet würde, könnte AGI dazu beitragen, verschiedene Probleme in der Welt wie Hunger, Armut und Gesundheitsprobleme zu lindern.
AGI könnte die Produktivität und Effizienz in den meisten Berufen verbessern. Im Gesundheitswesen könnte sie beispielsweise die medizinische Forschung beschleunigen, etwa in der Krebsbekämpfung. Sie könnte Pflegeaufgaben übernehmen und schnellen Zugang zu hochwertigen medizinischen Diagnosen demokratisieren. Sie könnte unterhaltsame, billige und personalisierte Bildung anbieten. Für praktisch jede Arbeit, die der Gesellschaft bei guter Ausführung zugutekommt, wäre es womöglich früher oder später besser, sie einer AGI zu überlassen. Die Notwendigkeit, für den Lebensunterhalt zu arbeiten, könnte überflüssig werden, wenn der produzierte Wohlstand angemessen umverteilt würde. Dies wirft auch die Frage nach dem Platz des Menschen in einer radikal automatisierten Gesellschaft auf.
AGI könnte auch dabei helfen, rationale Entscheidungen zu treffen oder Katastrophen vorherzusehen und zu verhindern. Sie könnte auch dazu beitragen, die Vorteile potenziell katastrophaler Technologien wie Nanotechnologie oder Geoengineering für die Menschheit nutzbar zu machen und gleichzeitig die damit verbundenen Risiken zu vermeiden. Wenn das Hauptziel einer AGI darin bestünde, existenzielle Katastrophen wie das Aussterben der Menschheit zu verhindern (was schwierig sein könnte, wenn sich die Vulnerable-World-Hypothese bewahrheitet), könnte sie Maßnahmen ergreifen, die entsprechenden Risiken drastisch zu verringern und gleichzeitig die Auswirkungen dieser Maßnahmen auf unsere Lebensqualität minimieren.

## Risiken
Da die mit AGI assoziierten Risiken von vielen Experten als essenziell eingestuft werden, forderte das Future of Life Institute (FLI) im März 2023 in einem offenen Brief dazu auf, die Entwicklung für sechs Monate zu pausieren, bis die Fragen der Regulierung geklärt seien. Zu den Unterzeichnern zählten Branchengrößen wie Elon Musk, Apple-Mitgründer Steve Wozniak und der Stability-AI-Chef, Emad Mostaque (Stable Diffusion). Bis Februar 2024 hatten bereits über 33.000 Menschen den offenen Brief des Future of Life Institutes unterzeichnet.
Eine Metaanalyse aus dem Jahr 2023, die auf der Auswertung von 18 für das Thema relevanten Studien beruht, weist auf folgende Risiken hin, die in Zusammenhang mit AGI auftreten könnten:
- AGI könnte sich der Kontrolle durch Menschen entziehen
- AGI könnte Ziele verfolgen oder entwickeln, die Sicherheitsrisiken darstellen
- Es könnten sich AGIs entwickeln, die Defizite in den Bereichen Ethik, Moral und Werte haben
- Bei unsachgemäßer Handhabung oder in den falschen Händen könnten zweifelhafte politische oder militärische Ziele vorangetrieben werden

Die für die Studie verantwortlichen Wissenschaftler der australischen University of the Sunshine Coast, wiesen in ihrer Schlussbetrachtung eindringlich darauf hin, wie wichtig es sei, sich bereits präventiv mit diesen potenziellen Gefahren zu befassen und sie zugleich weiterhin zu erforschen.
Auf EU-Ebene unterscheidet das Gesetz über künstliche Intelligenz nach folgenden drei Risikoklassen, für die unterschiedliche Anforderungen hinsichtlich Regulierung und Vorschriften zur Transparenz gelten:
- unannehmbares Risiko
- hohes Risiko (und sogenannte „Hochrisiko-KI-Systeme“)
- geringes oder minimales Risiko

KI-Systemen, denen ein unannehmbares Risiko bestätigt wurde, sind verboten, wobei sowohl das Inverkehrbringen, als auch die Inbetriebnahme und die Verwendung strafbar sind.

### Existenzielles Risiko
AGI kann mehrere Arten von existenziellen Risiken darstellen, d. h. Risiken, die „das vorzeitige Aussterben intelligenten irdischen Lebens, oder die dauerhafte und drastische Zerstörung seines Potenzials für eine wünschenswerte künftige Entwicklung“ bedrohen. Das Risiko des Aussterbens der Menschheit durch AGI ist Gegenstand vieler Debatten, aber es besteht auch die Möglichkeit, dass die Entwicklung von AGI zu einer dauerhaft beschädigten Zukunft führen würde. Vor allem könnte sie dazu benutzt werden, die Wertvorstellungen ihrer Entwickler zu verbreiten und zu bewahren. Wenn die Menschheit noch immer moralische blinde Flecken hat, ähnlich der Sklaverei in der Vergangenheit, könnte die AGI diese irreversibel verfestigen und moralischen Fortschritt verhindern. Darüber hinaus könnte AGI die Massenüberwachung und Indoktrination erleichtern, was zur Schaffung eines stabilen, repressiven, totalitären Weltregimes genutzt werden könnte. Es besteht auch ein Risiko für die Maschinen selbst. Sollten in Zukunft massenhaft empfindungsfähige oder anderweitig moralisch wertvolle Maschinen geschaffen werden, könnte es eine existenzielle Katastrophe bedeuten, einen zivilisatorischen Weg einzuschlagen, der ihr Wohlergehen und ihre Interessen auf unbestimmte Zeit vernachlässigt. In Anbetracht der Verbesserungen, die AGI für die Zukunft der Menschheit und die Verringerung anderer existenzieller Risiken bedeuten könnte, bezeichnet Toby Ord diese existenziellen Risiken als „ein Argument dafür, mit gebührender Vorsicht vorzugehen“, nicht dafür, „die KI aufzugeben“.

### Risiko von Kontrollverlust und Ende der Menschheit
Die These, dass KI ein existenzielles Risiko für den Menschen darstelle und diesem Risiko mehr Aufmerksamkeit geschenkt werden müsse, ist umstritten, wurde aber 2023 von vielen Persönlichkeiten des öffentlichen Lebens, KI-Forschern und CEOs von KI-Unternehmen wie Elon Musk, Bill Gates, Geoffrey Hinton, Yoshua Bengio, Demis Hassabis und Sam Altman unterstützt.

Im Jahr 2014 kritisierte Stephen Hawking die weit verbreitete Gleichgültigkeit:
Angesichts einer möglichen Zukunft mit unkalkulierbaren Vorteilen und Risiken tun die Experten doch sicher alles, um das bestmögliche Ergebnis zu erzielen, oder? Falsch. Würde uns eine überlegene außerirdische Zivilisation eine Nachricht schicken, in der es heißt: „Wir werden in ein paar Jahrzehnten eintreffen", würden wir dann einfach antworten: „OK, ruft uns an, wenn ihr kommt – wir lassen das Licht an"? Wahrscheinlich nicht – aber das ist mehr oder weniger das, was mit KI passiert.
Das potenzielle Schicksal der Menschheit wird manchmal mit dem Schicksal von Gorillas verglichen, die durch menschliche Aktivitäten bedroht werden. Der Vergleich besagt, dass die größere Intelligenz des Menschen es ihm ermöglicht hat, die Gorillas zu beherrschen, sodass sie nun in einer Weise verwundbar sind, die sie nicht vorhersehen konnten. Infolgedessen ist der Gorilla zu einer gefährdeten Art geworden, nicht aus Böswilligkeit, sondern einfach als Kollateralschaden menschlicher Aktivitäten.
Der Skeptiker Yann LeCun ist der Ansicht, dass AGIs nicht den Wunsch haben werden, die Menschheit zu beherrschen, und dass wir uns davor hüten sollten, sie zu vermenschlichen und ihre Absichten so zu interpretieren, wie wir es bei Menschen tun würden. Er meinte, dass Menschen nicht „zugleich klug genug sein werden, um superintelligente Maschinen zu entwerfen, und dumm genug, um ihnen schwachsinnige Ziele ohne Schutzmaßnahmen zu geben“. Auf der anderen Seite legt das Konzept der instrumentellen Konvergenz nahe, dass intelligente Akteure, fast unabhängig von ihren Zielen, instrumentelle Gründe haben werden, nach dem eigenen Erhalt und mehr Macht zu streben, rein als Zwischenschritte zum Erreichen ihrer Ziele. Dabei ist nicht vorausgesetzt, dass sie Emotionen haben.
Viele Wissenschaftler, die sich Sorgen um existenzielle Risiken machen, plädieren für mehr Forschung zur Lösung des „Kontrollproblems“, um die Frage zu beantworten: Welche Arten von Sicherheitsvorkehrungen und Algorithmen können Programmierer implementieren, um die Wahrscheinlichkeit zu maximieren, dass ihre sich rekursiv verbessernde KI sich auch nach Erreichen der Superintelligenz weiterhin freundlich und nicht destruktiv verhalten wird? Die Lösung des Kontrollproblems wird durch das KI-Wettrüsten (das zu einem race to the bottom bei Sicherheitsvorkehrungen führen könnte, um Produkte vor der Konkurrenz auf den Markt zu bringen) und den Einsatz von KI in Waffensystemen erschwert.
Die These, dass KI ein existenzielles Risiko darstellen kann, hat auch Gegenstimmen. Skeptiker argumentieren in der Regel, AGI sei kurzfristig unwahrscheinlich, oder die Sorge um AGI lenke von anderen Problemen im Zusammenhang mit aktueller KI ab. Der ehemalige Google-Betrugsbeauftragte Shuman Ghosemajumder ist der Ansicht, dass viele Menschen außerhalb der Technologiebranche bestehende Chatbots und large language models (LLMs) bereits so wahrnehmen, als seien sie AGI, was zu weiteren Missverständnissen und Ängsten führt.
Skeptiker werfen Vertretern der These manchmal vor, sie sei kryptoreligiös, wobei der irrationale Glaube an die Möglichkeit einer Superintelligenz den irrationalen Glauben an einen allmächtigen Gott ersetze. Einige Forscher glauben, die Kommunikationskampagnen bestimmter KI-Gruppen (wie OpenAI, Anthropic, DeepMind und Conjecture) zum existenziellen Risiko der KI könnten ein Versuch sein, das Interesse an ihren Produkten zu steigern.
Im Jahr 2023 gaben die CEOs von Google DeepMind, OpenAI und Anthropic zusammen mit anderen Branchenführern und Forschern eine gemeinsame Erklärung ab, in der sie erklärten, dass „die Minderung des Risikos des Aussterbens durch KI neben anderen Risiken von gesellschaftlichem Ausmaß wie Pandemien und Atomkrieg eine globale Priorität sein sollte.“

### Massen-Arbeitslosigkeit
Forscher von OpenAI schätzten, dass für „80 % der US-Arbeitskräfte mindestens 10 % ihrer Arbeitsaufgaben von der Einführung von LLMs betroffen sein könnten, während für etwa 19 % der Arbeitnehmer mindestens 50 % ihrer Aufgaben betroffen sein könnten“ Sie halten Büroangestellte für am stärksten betroffen, z. B. Mathematiker, Buchhalter oder Webdesigner. AGI könnten eine bessere Autonomie, Fähigkeit zur Entscheidungsfindung und Interaktion mit anderen Computerwerkzeugen aufweisen, aber auch robotisierte Körper steuern.

Stephen Hawking zufolge werden die Auswirkungen der Automatisierung auf die Lebensqualität davon abhängen, wie der Wohlstand umverteilt wird:
Jeder könnte ein Leben in luxuriöser Freizeit genießen, wenn der maschinell produzierte Reichtum geteilt würde, oder die meisten Menschen könnten elendig arm enden, wenn die Maschinenbesitzer erfolgreich damit wären, gegen die Umverteilung des Reichtums zu lobbyieren. Bislang scheint der Trend zur zweiten Option zu gehen, wobei die Technologie die Ungleichheit immer weiter vorantreibt.
Elon Musk ist der Ansicht, dass die Automatisierung der Gesellschaft die Einführung eines bedingungslosen Grundeinkommens durch die Regierungen erfordern wird.